# Населення Іраку
Населення Іраку. Чисельність населення країни 2015 року становила 37,056 млн осіб (37-ме місце у світі). Чисельність іракців стабільно збільшується, народжуваність 2015 року становила 31,45 ‰ (35-те місце у світі), смертність — 3,77 ‰ (212-те місце у світі), природний приріст — 2,93 % (9-те місце у світі) . 

## Природний рух

### Відтворення
Народжуваність у Іраку, станом на 2015 рік, дорівнює 31,45 ‰ (35-те місце у світі). Коефіцієнт потенційної народжуваності 2015 року становив 4,12 дитини на одну жінку (34-те місце у світі). Рівень застосування контрацепції 52,5 % (станом на 2011 рік).
Смертність у Іраку 2015 року становила 3,77 ‰ (212-те місце у світі).
Природний приріст населення в країні 2015 року становив 2,93 % (9-те місце у світі).

### Вікова структура

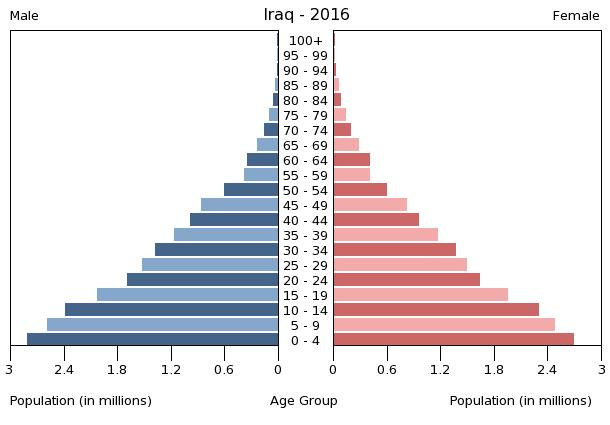
Віково-статева піраміда населення Іраку, 2016 рік

Середній вік населення Іраку становить 19,9 року (192-ге місце у світі): для чоловіків — 19,6, для жінок — 20,2 року. Очікувана середня тривалість життя 2015 року становила 74,85 року (111-те місце у світі), для чоловіків — 72,62 року, для жінок — 77,19 року.
Вікова структура населення Іраку, станом на 2015 рік, виглядає таким чином:
- діти віком до 14 років — 40,25 % (7 615 835 чоловіків, 7 300 957 жінок);
- молодь віком 15—24 роки — 18,98 % (3 576 740 чоловіків, 3 454 768 жінок);
- дорослі віком 25—54 роки — 33,49 % (6 276 669 чоловіків, 6 132 968 жінок);
- особи передпохилого віку (55—64 роки) — 3,95 % (693 629 чоловіків, 771 624 жінки);
- особи похилого віку (65 років і старіші) — 3,33 % (549 034 чоловіка, 683 945 жінок)[1].

## Розселення
Густота населення країни 2015 року становила 83,9 особи/км² (124-те місце у світі).

### Урбанізація
Ірак високоурбанізована країна. Рівень урбанізованості становить 69,5 % населення країни (станом на 2015 рік), темпи зростання частки міського населення — 3,01 % (оцінка тренду за 2010—2015 роки).
Головні міста держави: Багдад (столиця) 6,643 млн осіб, Мосул — 1,694 млн осіб, Ербіль — 1,166 млн осіб, Басра — 1,019 млн осіб, Сулейманія — 1,004 млн осіб, Ен-Наджаф — 889,0 тис. осіб (дані за 2015 рік).

### Міграції
Річний рівень імміграції 2015 року становив 1,62 ‰ (56-те місце у світі). Цей показник не враховує різниці між законними і незаконними мігрантами, між біженцями, трудовими мігрантами та іншими.

#### Біженці й вимушені переселенці
Станом на 2016 рік, у країні постійно перебуває 15,57 тис. біженців з Туреччини, 9,25 тис. палестинських біженців, 8,23 тис. з Ірану, 239 тис. з Сирії. У той самий час у країні, станом на 2015 рік, налічується 4,298 млн внутрішньо переміщених осіб, через етнорелігійні непорозуміння починаючи з 2006 року.
У країні мешкає 50 тис. осіб без громадянства. У період 1970-х, 1980-х років тисячі іракських курдів були позбавлені громадянства; 2006 року спеціальним законом більшість з них була натуралізована, окрім тих, що не змогли документально довести власне походження.

## Расово-етнічний склад

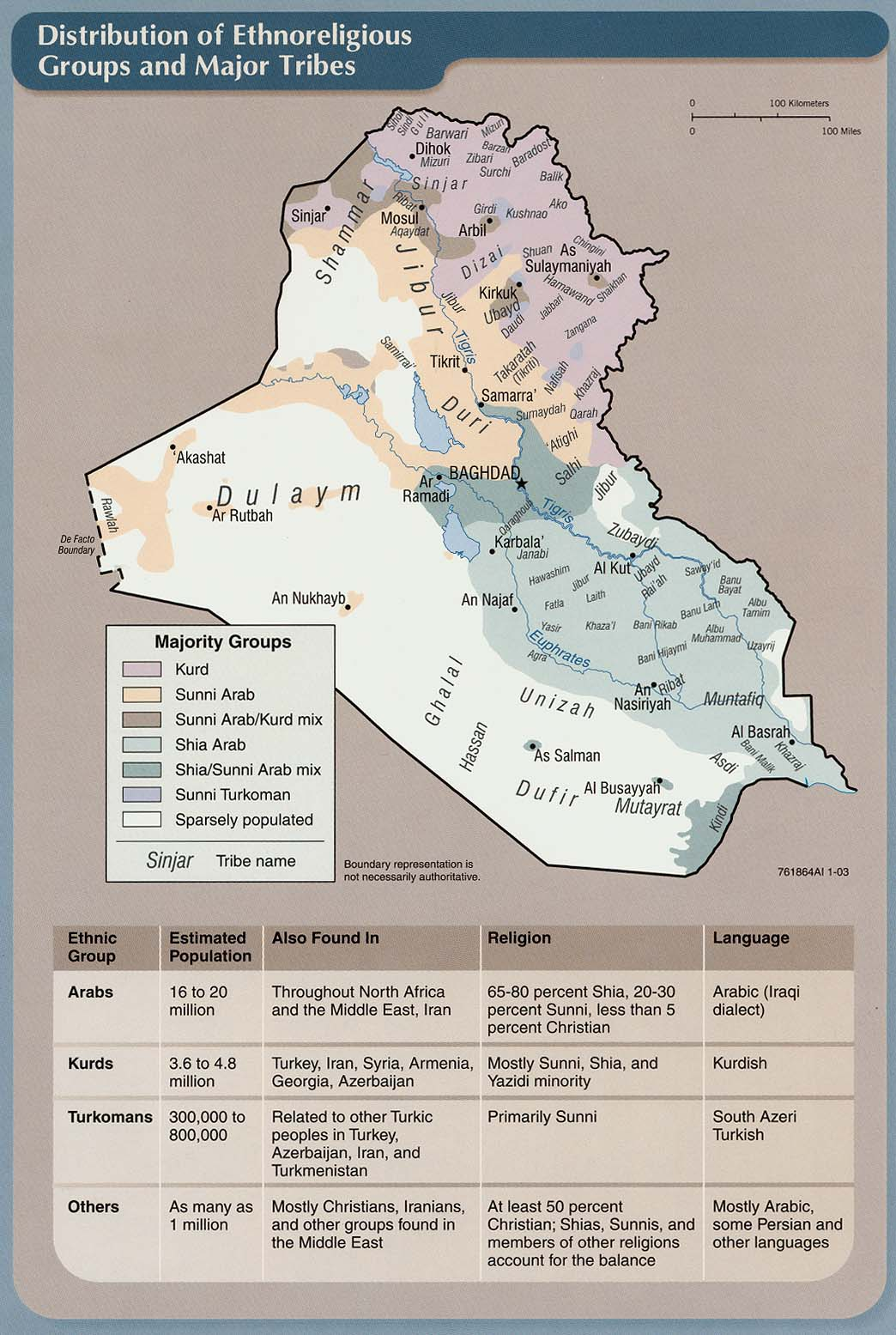
Етнічна мапа, 2003 рік

| Етнічний склад (2015 рік) | Етнічний склад (2015 рік) | Етнічний склад (2015 рік) | Етнічний склад (2015 рік) | Етнічний склад (2015 рік) |
| ------------------------- | ------------------------- | ------------------------- | ------------------------- | ------------------------- |
| Етнос:                    |                           |                           | Відсоток:                 |                           |
| араби                     | араби                     |                           | 80%                       | 80%                       |
| курди                     | курди                     |                           | 15%                       | 15%                       |
| інші                      | інші                      |                           | 5%                        | 5%                        |

Головні етноси країни: араби — 75 %-80 %, курди — 15 %-20 %, туркомани, асирійці та інші — 5 % населення.
- Етнічна мапа, 2003 рік (англ.)

## Мови
| Мови Іраку (2015 рік) | Мови Іраку (2015 рік) | Мови Іраку (2015 рік) | Мови Іраку (2015 рік) | Мови Іраку (2015 рік) |
| --------------------- | --------------------- | --------------------- | --------------------- | --------------------- |
| Мова:                 |                       |                       | Відсоток:             |                       |
| арабська              | арабська              |                       | %                     | %                     |
| курдська              | курдська              |                       | %                     | %                     |
| інші                  | інші                  |                       | %                     | %                     |

Офіційні мови: арабська, курдська. Інші поширені мови: туркоманська (діалект турецької) і ассирійська (новоарамейська) — офіційні на територіях компактного проживання національних меншин, вірменська.

## Релігії
| Релігії в Іраку (2009 рік) | Релігії в Іраку (2009 рік) | Релігії в Іраку (2009 рік) | Релігії в Іраку (2009 рік) | Релігії в Іраку (2009 рік) |
| -------------------------- | -------------------------- | -------------------------- | -------------------------- | -------------------------- |
| Віросповідання:            |                            |                            | Відсоток:                  |                            |
| мусульмани                 | мусульмани                 |                            | 98.7%                      | 98.7%                      |
| християни                  | християни                  |                            | 0.8%                       | 0.8%                       |
| індуїсти                   | індуїсти                   |                            | 0.1%                       | 0.1%                       |
| буддисти                   | буддисти                   |                            | 0.1%                       | 0.1%                       |
| юдаїзм                     | юдаїзм                     |                            | 0.1%                       | 0.1%                       |
| місцеві вірування          | місцеві вірування          |                            | 0.1%                       | 0.1%                       |
| інші                       | інші                       |                            | 0.1%                       | 0.1%                       |

Головні релігії й вірування, які сповідує, і конфесії та церковні організації, до яких відносить себе населення країни: іслам (державна релігія) — 99 % (шиїти становлять 60 %-65 % населення, суніти — 32 %-37 %), християнство — 0,8 %, індуїзм — 0,1 %, буддизм — 0,1 %, юдаїзм — 0,1 %, місцеві вірування — 0,1 %, інші — 0,1 % (станом на 2010 рік). Після падіння режиму Саддама Хусейна чисельність християнської громади зменшилась вдвічі, велика кількість переселилась на північ країни, а більшість виїхали до Сирії, Йорданії, Лівану.

Етнорелігійна мапа Іраку

## Освіта
Рівень письменності 2015 року становив 79,7 % дорослого населення (віком від 15 років): 85,7 % — серед чоловіків, 73,7 % — серед жінок.
Дані про державні витрати на освіту у відношенні до ВВП країни, станом на 2015 рік, відсутні.

## Охорона здоров'я
Забезпеченість лікарями в країні на рівні 0,61 лікаря на 1000 мешканців (станом на 2010 рік). Забезпеченість лікарняними ліжками в стаціонарах — 1,3 ліжка на 1000 мешканців (станом на 2012 рік). Загальні витрати на охорону здоров'я 2014 року становили 5,5 % ВВП країни (170-те місце у світі).
Смертність немовлят до 1 року, станом на 2015 рік, становила 37,49 ‰ (57-ме місце у світі); хлопчиків — 40,6 ‰, дівчаток — 34,23 ‰. Рівень материнської смертності 2015 року становив 50 випадків на 100 тис. народжень (98-ме місце у світі).
Ірак входить до складу ряду міжнародних організацій: Міжнародного руху (ICRM) і Міжнародної федерації товариств Червоного Хреста і Червоного Півмісяця (IFRCS), Дитячого фонду ООН (UNISEF), Всесвітньої організації охорони здоров'я (WHO).

### Захворювання
Потенційний рівень зараження інфекційними хворобами в країні середній. Найпоширеніші інфекційні захворювання: діарея, гепатит А, черевний тиф (станом на 2016 рік).
Кількість хворих на СНІД невідома, дані про відсоток інфікованого населення в репродуктивному віці 15—49 років відсутні. Дані про кількість смертей від цієї хвороби за 2014 рік відсутні.
Частка дорослого населення з високим індексом маси тіла 2014 року становила 21,2 % (42-ге місце у світі); частка дітей віком до 5 років зі зниженою масою тіла становила 8,5 % (оцінка на 2011 рік). Ця статистика показує як власне стан харчування, так і наявну/гіпотетичну поширеність різних захворювань.

### Санітарія
Доступ до облаштованих джерел питної води 2015 року мало 93,8 % населення в містах і 70,1 % в сільській місцевості; загалом 86,6 % населення країни. Відсоток забезпеченості населення доступом до облаштованого водовідведення (каналізація, септик): в містах — 86,4 %, в сільській місцевості — 83,8 %, загалом по країні — 85,6 % (станом на 2015 рік). Споживання прісної води, станом на 2000 рік, дорівнює 66 км³ на рік, або 2,616 тонни на одного мешканця на рік: з яких 7 % — на промислові, 15 % — на промислові, 79 % — на сільськогосподарські потреби.

## Соціально-економічне становище
Співвідношення осіб, що в економічному плані залежать від інших, до осіб працездатного віку (15—64 роки) загалом становить 78,7 % (станом на 2015 рік): частка дітей — 73,2 %; частка осіб похилого віку — 5,5 %, або 18,3 потенційно працездатного на 1 пенсіонера. Загалом ці показники характеризують рівень потреби державної допомоги в секторах освіти, охорони здоров'я та пенсійного забезпечення, відповідно. За межею бідності 2008 року перебувало 25 % населення країни. Розподіл доходів домогосподарств у країні виглядає таким чином: нижній дециль — 3,6 %, верхній дециль — 25,7 % (станом на 2007 рік).
Станом на 2013 рік, у країні 600 тис. осіб не мали доступу до електромереж; 98 % населення має доступ, в містах цей показник дорівнює 99,6 %, у сільській місцевості — 95,4 %. Рівень проникнення інтернет-технологій низький. Станом на липень 2015 року в країні налічувалось 6,381 млн унікальних інтернет-користувачів (87-ме місце у світі), що становило 17,2 % загальної кількості населення країни.

### Трудові ресурси
Загальні трудові ресурси 2010 року становили 8,9 млн осіб (57-ме місце у світі). Зайнятість економічно активного населення у господарстві країни розподіляється таким чином: аграрне, лісове і рибне господарства — 21,6 %; промисловість і будівництво — 18,7 %; сфера послуг — 59,8 % (станом на 2008 рік). 715,73 тис. дітей у віці від 5 до 14 років (11 % загальної кількості) 2006 року були залучені до дитячої праці. Безробіття 2012 року дорівнювало 16 % працездатного населення, 2010 року — 15 % (156-те місце у світі).

### Торгівля людьми
Згідно зі щорічною доповіддю про торгівлю людьми (англ. Trafficking in Persons Report) Управління з моніторингу та боротьби з торгівлею людьми Державного департаменту США, уряд Іраку докладає значних зусиль у боротьбі з явищем примусової праці, сексуальної експлуатації, незаконною торгівлею внутрішніми органами, але законодавство відповідає мінімальним вимогам американського закону 2000 року щодо захисту жертв (англ. Trafficking Victims Protection Act's) не повною мірою, країна перебуває у списку другого рівня.

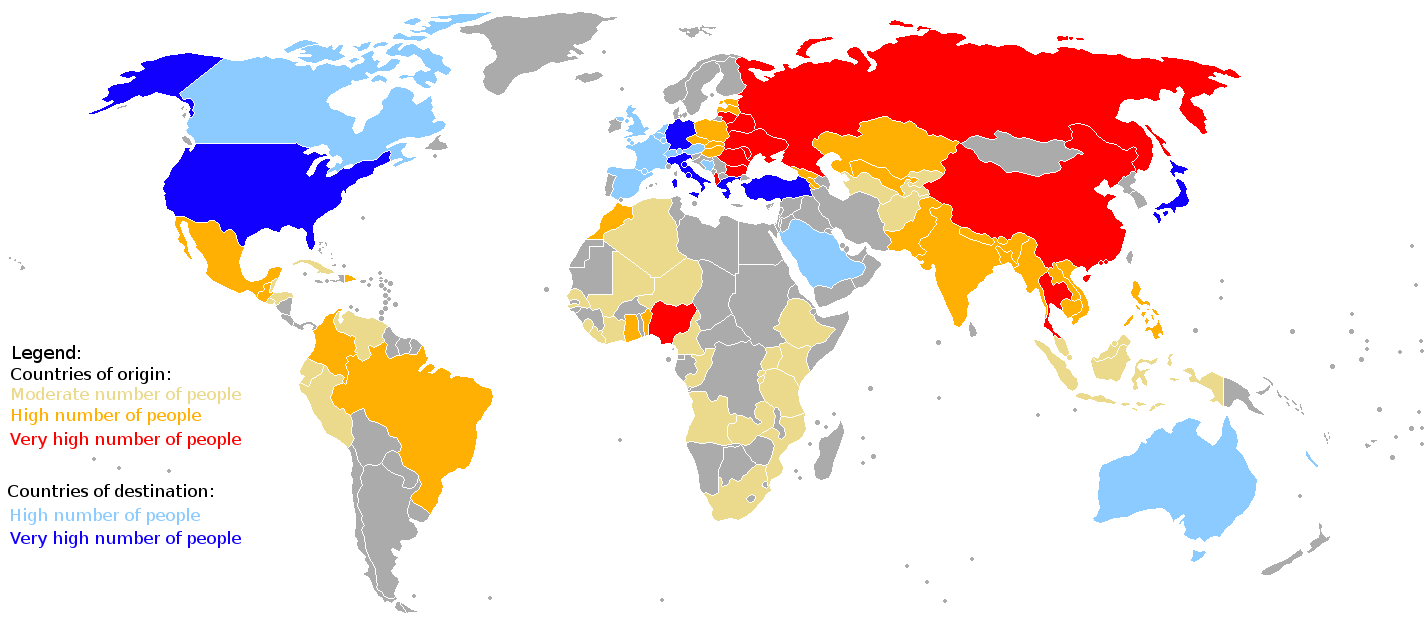
Країни-донори (червоний) і країни-реципієнти кримінальних потоків  (англ.)
Глобальна боротьба з торгівлею людьми (англ.)

## Гендерний стан
Статеве співвідношення (оцінка 2015 року):
- при народженні — 1,05 особи чоловічої статі на 1 особу жіночої;
- у віці до 14 років — 1,04 особи чоловічої статі на 1 особу жіночої;
- у віці 15—24 років — 1,04 особи чоловічої статі на 1 особу жіночої;
- у віці 25—54 років — 1,02 особи чоловічої статі на 1 особу жіночої;
- у віці 55—64 років — 0,9 особи чоловічої статі на 1 особу жіночої;
- у віці за 64 роки — 0,8 особи чоловічої статі на 1 особу жіночої;
- загалом — 1,02 особи чоловічої статі на 1 особу жіночої[1].

## Демографічні дослідження
Демографічні дослідження у країні ведуться рядом державних і наукових установ:

### Українською
- Атлас. 10—11 клас. Економічна і соціальна географія світу / упорядники :  О. Я. Скуратович, Н. І. Чанцева. — К. : ДНВП «Картографія», 2010. — ISBN 978-966-475-639-3.
- Атлас світу / голов. ред. І. С. Руденко ; зав. ред. В. В. Радченко ; відп. ред. О. В. Вакуленко. — К. : ДНВП «Картографія», 2005. — 336 с. — ISBN 9666315467.
- Безуглий В. В. Економічна і соціальна географія зарубіжних країн : Навчальний посібник. — К. : ВЦ «Академія», 2007. — 704 с. — ISBN 978-966-580-239-6.
- Безуглий В. В., Козинець С. В. Регіональна економічна і соціальна географія світу : Навчальний посібник. — видання 2-ге, доп., перероб. — К. : ВЦ «Академія», 2007. — 688 с. — ISBN 966-580-144-9.
- Головченко В., Кравчук О. Країнознавство: Азія, Африка, Латинська Америка, Австралія і Океанія. — К., 2006. — 335 с. — ISBN 966-8939-04-2.
- Гудзеляк І. І. Географія населення: Навчальний посібник / І. Гудзеляк. — Л. : Видавничий центр ЛНУ імені Івана Франка, 2008. — 232 с. — ISBN 978-966-613-599-8.
- Дахно І. І. Країни світу: Енциклопедичний довідник / І. І. Дахно, С. М. Тимофієв. — К. : Мапа, 2011. — 606 с. — (Бібліотека нового українця) — ISBN 978-966-8804-23-6.
- Дахно І. І. Економічна географія зарубіжних країн : навчальний посібник. — К. : Центр учбової літератури, 2014. — 319 с. — ISBN 978-611-01-0682-5.
- Джаман В. О. Регіональні системи розселення: демографічні аспекти. — Чернівці : Рута, 2003. — 392 с. — ISBN 9665685988.
- Дорошенко Л. С. Демографія: Навчальний посібник. — К. : МАУП, 2005. — 112 с. — ISBN 966-608-442-2.
- Дубович І. А. Країнознавчий словник-довідник. — 5-те вид., перероб. і доп. — К. : Знання, 2008. — 839 с. — ISBN 978-966-346-330-8.
- Економічна і соціальна географія країн світу. Навчальний посібник / За ред. Кузика С. П. — Л. : Світ, 2002. — 672 с. — ISBN 966-603-178-7.
- Загальна медична географія світу / В. О. Шевченко [та ін.] — К. : [б.в.], 1998. — 178 с.
- Ігнатьєв П. М. Країнознавство: Країни Азії. — Ч. : Книги-XXI, 2004. — 383 с. — ISBN 966-8029-53-4.
- Книш М. М., Мамчур О. І. Регіональна економічна і соціальна географія світу (Латинська Америка та Карибські країни, Африка, Азія, Океанія) : навч. посіб. — Л. : ЛНУ ім. Івана Франка, 2013. — 368 с. — ISBN 978-617-10-0007-0.
- Крисаченко В. С. Динаміка населення: Популяційні, етнічні та глобальні виміри. — К. : Видавництво Національного інституту стратегічних досліджень, 2005. — 368 с. — ISBN 966-554-083-1.
- Любіцева О. О., Мезенцев К. В., Павлов С. В. Географія релігій. — К. : АртЕК, 1999. — 504 с. — ISBN 966-505-006-0.
- Масляк П. О. Країнознавство. — К. : Знання, 2007. — 292 с. — (Вища освіта XXI століття)
- Масляк П. О., Дахно І. І. Економічна і соціальна географія світу / П. О. Масляк, І. І. Дахно ; за ред. П. О. Масляка. — К. : Вежа, 2003. — 280 с. — ISBN 966-7091-53-8.

### Російською
- (рос.) Ирак // Демографический энциклопедический словарь / главн. ред. Валентей Д. И. — М. : Советская энциклопедия, 1985. — 608 с.
- (рос.) Ирак // Страны и народы. Зарубежная Азия. Общий обзор. Юго-Западная Азия / Редкол. : Н. И. Прошин (отв. ред.), И. А. Дементьев и др. — М. : «Мысль», 1979. — 381 с. — (Страны и народы) — 180 тис. прим.
- (рос.) Атлас народов мира / Отв. ред. С. И. Брук и В. С. Апенченко. — М. : ГУГК ГГК СССР и Институт этнографии им. Н. Н. Миклухо-Маклая АН СССР, 1964. — 185 с. — 20 тис. прим.
- (рос.) Численность и расселение народов мира. Этнографические очерки / под ред. С. И. Брука. — М. : Издательство АН СССР, 1962. — 487 с.
- (рос.) Лаппо Г. М. География городов: Учебное пособие для географических факультетов вузов. — М. : Туманит, изд. центр ВЛАДОС, 1997. — 476 с. — ISBN 5-691-00047-0.
- (рос.) Ягельский А. География населения. — М. : Прогресс, 1980. — 383 с.